# ورا ۲۴۵
سیارک ۲۴۵ (به انگلیسی: 245 Vera) دویست و چهل و پنجمین سیارک کشف شده‌است که در ۶ فوریه ۱۸۸۵ کشف شد.
قدر مطلق سیارک برابر ۷٫۸۲ است.